# Trentepohlia (Mongoma) obscura
Trentepohlia (Mongoma) obscura is een tweevleugelige uit de familie steltmuggen (Limoniidae). De soort komt voor in het Australaziatisch gebied.